# 索餅
索餅（さくべい）とは、唐代の中国から奈良時代に日本に伝わった唐菓子の1つで素麺の祖となったとも言われている食品のこと。縄状の形状より麦縄（むぎなわ）とも呼ぶ。江戸時代中期に姿を消したともいわれるが、現在でも奈良など各地で、しんこ菓子（しんこ、しんこ団子、しんこ餅）に姿を変えて存続している(※ただし現在しんこ餅と呼ばれるものはほとんどが小麦粉ではなく上新粉を用いて作られたものである)。現代のチュロスがその形態が近い。また中国大陸では大型化し油条という揚げパンに発展した。

## 来歴
後漢末期の訓詁書『釈名』に索餅の項があり、それによれば、索餅という名はその形状によって名がついたとある。中国起源の食品であり、実態は諸説あるが、小麦粉と米粉を水で練り、塩を加え縄状にした食品で、乾燥させて保存し、茹でて醤・未醤・酢を付けて食べたとみられている。ひねった形の揚げ菓子の唐菓子の一種という説もあり、現代でも各地の神社で神饌として使われている。『延喜式』によれば、他にごま油を和えたり、ゆでアズキに付けて食べたとみられている。
奈良時代には索餅はコメの端境期を乗り越える夏の保存食であり、季節商品だった。『正倉院文書』には平城京における索餅の取引きの記録が残っている。
平安時代に入り、宇多天皇の頃（在位887 - 897）七夕や盂蘭盆といった、民間で行われていた祭事や風習が宮中行事に取り入れられた。七夕の節供では中国の故事に倣って瘧（おこり）病除けを祈願して索餅を食べた。他にも元旦の歯固めの儀、相撲節会などハレの日の祝い事の食品として用いられた。宮中では内膳司で作られて天皇に供せられ、臣下にも給せられた。索餅は平安京の東西市でも売られていた。江戸時代の七夕では索餅に代わってそうめんが供えられるようになった。
奥村彪生は自著において、従来提示されてきた索餅はうどんや麻花のような食品・菓子といった説明が多いが、索餅は手もみ・手延べで作る細くて長い乾麺で、塩と小麦粉のみで作る上物と米粉を10 - 20%混ぜた下物の2種類があり、油やデンプンではなく、米粉を打ち粉として使う。今日索餅を受け継いでいるのは稲庭うどんである、と述べている。
奈良県では索餅が「しんこ」と呼ばれる団子になり、昔は、うるち米を臼で挽いて米粉にして各家庭で作られた。現在も注文で「しんこ」を作る和菓子店がいくつかあり、婚礼、祭礼、出産祝い、仏事に供えられ、お下がりが配られる。祝い事には赤と緑の線、仏事には黄色と緑の線を色づけすることが多い。また、奈良市にある大安寺の『正御影供（しょうみえく）』で行われる柴灯大護摩では、米の粉を練り、花や豆を形作った飾りとともに、「しんこ」と呼ばれる供え物が作られ、参拝者に配られる。